# بيرديتا ويكس
بيرديتا ويكس (مواليد 25 ديسمبر 1985) هي ممثلة بريطانية، شاركت في مسلسل ماجنوم بي آي.

## وصلات خارجية
- بيرديتا ويكس على موقع IMDb (الإنجليزية)
- بيرديتا ويكس على موقع ألو سيني (الفرنسية)
- بيرديتا ويكس على موقع ميوزك برينز (الإنجليزية)
- بيرديتا ويكس على موقع أول موفي (الإنجليزية)
- بيرديتا ويكس على موقع قاعدة بيانات الأفلام السويدية (السويدية)
- بيرديتا ويكس على موقع قاعدة بيانات الفيلم (الإنجليزية)
- بيرديتا ويكس على موقع كينوبويسك (الروسية)